# Villasor (stacja kolejowa)
Villasor (wł. Stazione di Villasor) – stacja kolejowa w Villasor, w prowincji Cagliari, w regionie Sardynia, we Włoszech. Znajduje się na linii Cagliari – Golfo Aranci. 
Według klasyfikacji RFI ma kategorię brązową.

## Historia
Zbudowana przez Compagnia Reale delle Ferrovie Sarde, została otwarta w dniu 1 maja 1871, jako koniec pierwszego odcinka linii kolejowej na Sardynii, Cagliari-Villasor.

## Linie kolejowe
- Cagliari – Golfo Aranci